# Jean Mary Carletto
Jean Mary Carletto (Monte Carlo, 4 novembre 1944 – Monte Carlo, 6 gennaio 2024) è stato un attore, modello e antiquario francese naturalizzato italiano, attivo particolarmente negli anni sessanta e settanta. Era monegasco di nascita e le sue origini austro-italiane (madre austriaca e padre originario del Piemonte).

## Biografia
Divenne conosciuto per la bellezza classica e per l'attività di interprete di fotoromanzi che lo portò ad essere negli anni settanta uno dei nomi di punta della scuderia Lancio. Figlio di ricchi ristoratori (i genitori possedevano il ristorante "Sorrento" a Monte Carlo e decine di altri ristoranti nel mondo), poliglotta, diplomato in ragioneria, dal 1965 al 1968 visse dividendosi fra il Messico, Roma e New York, posando come modello. 
Il suo primo fotoromanzo lo aveva interpretato però tempo prima, all'età di sedici anni, per una casa editrice milanese. Tre anni dopo, nel 1963, girò un primo racconto per la Lancio, alternando questa attività con la realizzazione di spot pubblicitari per Carosello. Dopo un periodo trascorso all'estero rientrò in Italia per dedicarsi completamente all'interpretazione di fotoromanzi Lancio.
Il personaggio che gli diede notorietà fu quello di Lucky Martin, eponimo di una delle testate periodiche della Lancio. Lasciato il mondo dei fotoromanzi passò a gestire importanti attività commerciali e di antiquariato, stabilendo la propria residenza prima a Buenos Aires, dove curò gli interessi di Gucci in Sudamerica, quindi a Caracas e infine a Monte Carlo. Aveva l'hobby dell'arredamento e possedeva un importante negozio di antiquariato con interessi in tutto il mondo.

## Partner allaLancio
Queste le principali partner di Carletto alla Lancio:
- Nuccia Cardinali
- Paola Pitti
- Rosalba Grottesi
- Michela Roc
- Susanne Loret
- Adriana Rame
- Simona Pelei
- Ornella Muti (alias Francesca Rivelli)
- Claudia Rivelli
- Marina Coffa
- Catherine Corvisky
- Monique Vita
- Anna Maria Checchi
- Gabriella Fioravanti
- Atina Mauro
- Maria Teresa Orsini